# Vallensved Kirke
Vallensved Kirke ligger i Vallensved Sogn, (Øster Flakkebjerg Herred (Sorø Amt)). Kirken består af et romansk skib med tårn og tre sengotiske tilbygninger – langhuskor, sydkapel og våbenhus ved nordsiden. Den romanske bygning er af kampesten, og murene er usædvanlig høje – over seks meter.

## Eksterne kilder og henvisninger
- Vallensved Kirke i Den Store Danske på Lex.dk
- Vallensved Kirke hos KortTilKirken.dk
- Vallensved Kirke hos danmarkskirker.natmus.dk (Danmarks Kirker, Nationalmuseet)